# St. Johannes Evangelist (Giekau)

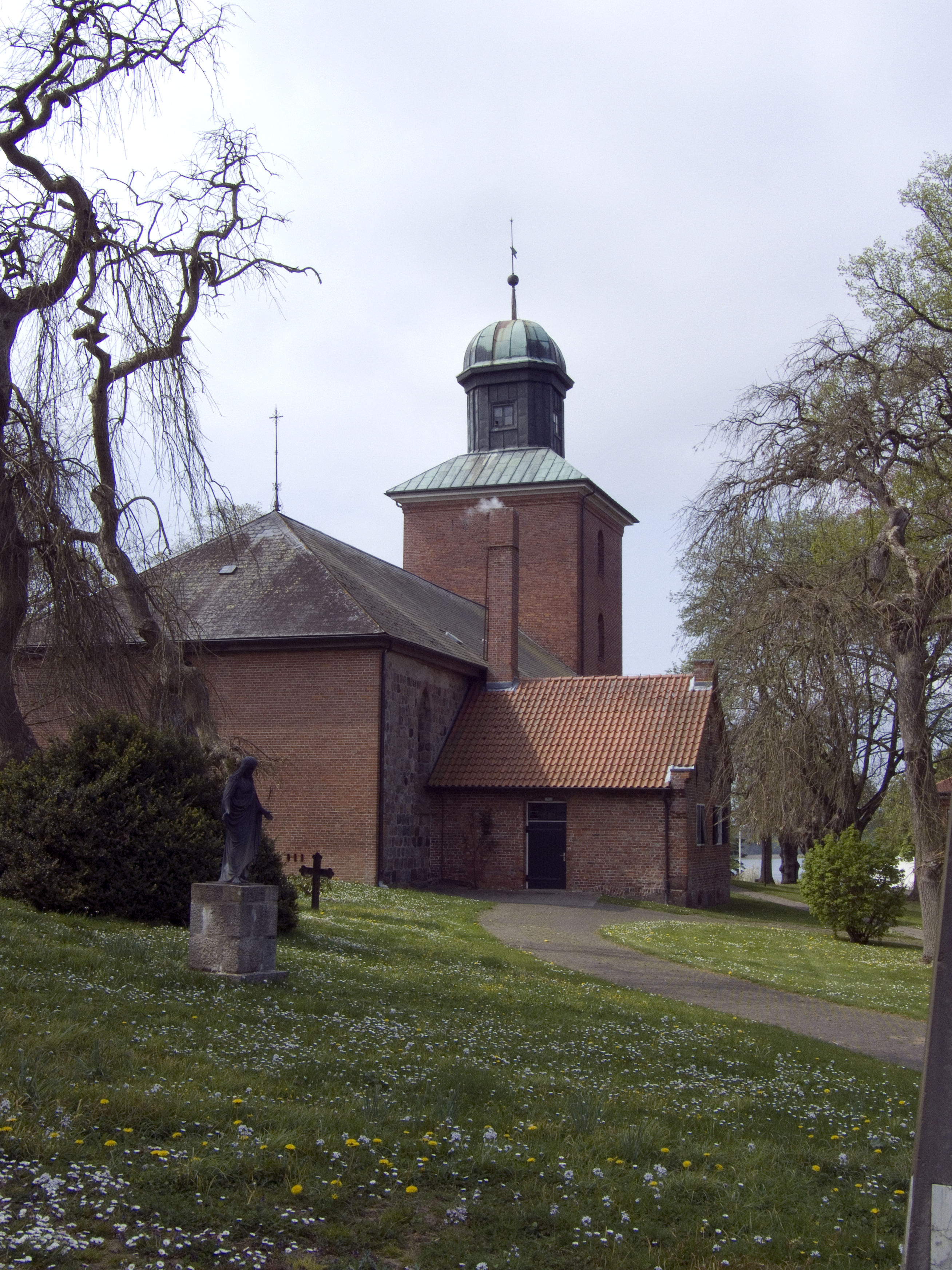
St. Johannes Evangelist in Giekau

Die Kirche St. Johannes Evangelist ist ein geschütztes Kulturdenkmal mit der Objekt-ID 4058 im Denkmalschutzgesetz in Giekau, einer Gemeinde im Kreis Plön in Schleswig-Holstein. Die Kirchengemeinde gehört zum Kirchenkreis Plön-Segeberg der Evangelisch-Lutherischen Kirche in Norddeutschland.

## Bau und Geschichte

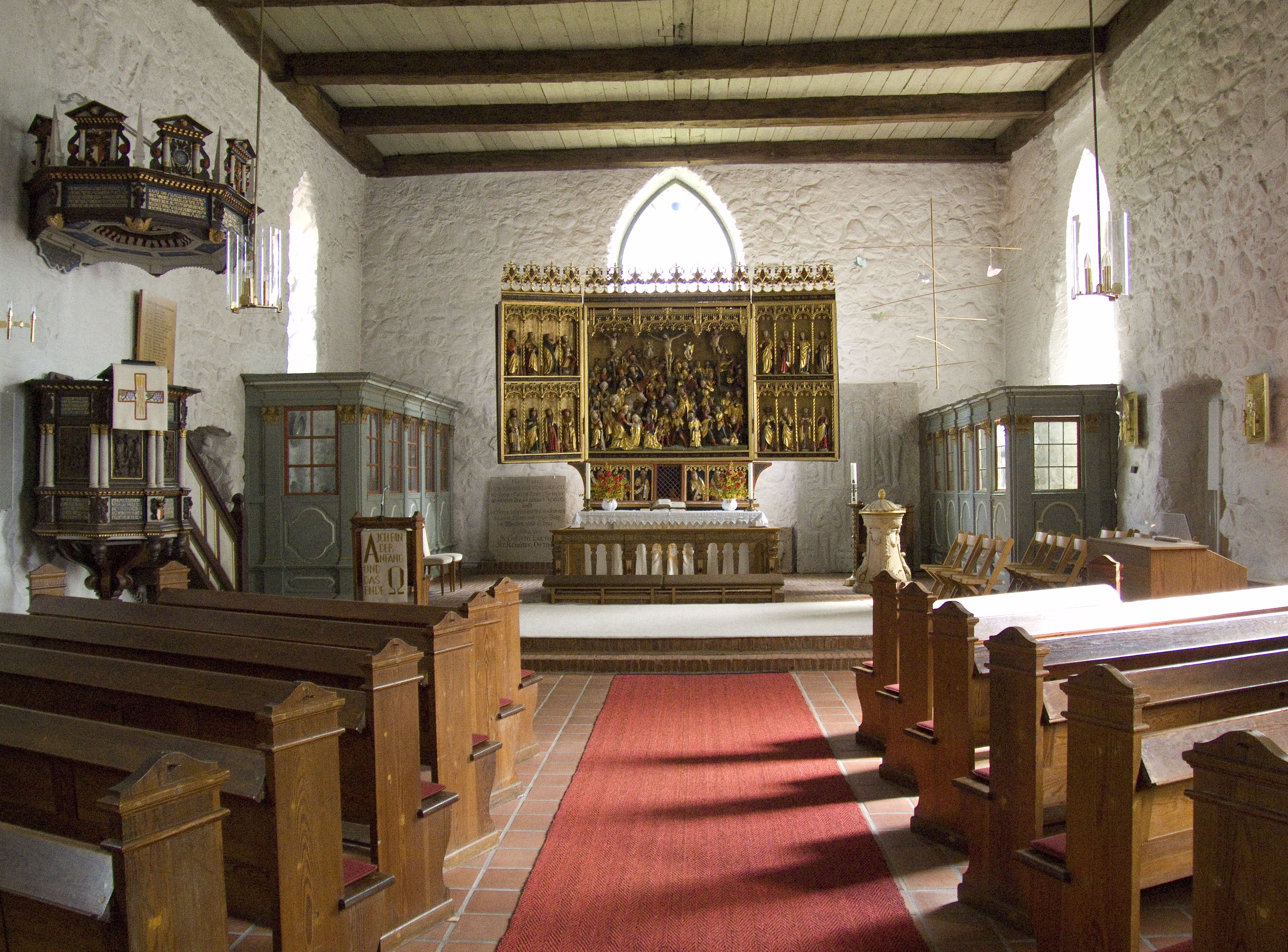
Blick zum Altar

Die Kirche mit dem Patrozinium des Evangelisten Johannes wurde unter Adolf IV. von Schauenburg und Holstein nach dem Sieg in der Schlacht bei Bornhöved (1227) erbaut. Spätestens 1240 war das aus behauenen Feldsteinen errichtete Langhaus der Saalkirche fertiggestellt. Zur Kirche gehörte ursprünglich ein Rundturm.
Der baufällige Rundturm wurde 1811–13 durch einen klassizistischen Kirchturm auf quadratischem Grundriss im Westen  aus Backsteinen ersetzt. Dieser ist mit einem Pyramidendach bedeckt, das mit einer Laterne bekrönt ist, auf der eine Glockenhaube sitzt. An der Westseite des Kirchturms befindet sich eine Ädikula als Verdachung für das Portal. An der Nordseite des Langhauses befindet sich ein Anbau über einer Gruft.
Der Innenraum des Langhauses ist mit einer Flachdecke überspannt. 

## Ausstattung
Östlich der 1633 gebauten Chorschranke steht der um 1500 entstandene Flügelaltar mit zwei Innen- und zwei Außenflügeln, auf denen die zwölf Apostel dargestellt sind. Die Predella wurde von Hermen Rode bemalt. Das steinerne Taufbecken stammt von 1787, die hölzerne Kanzel von 1591. An der Nordwand befindet sich ein Triumphkreuz aus dem 15. Jahrhundert. Auf der Empore befindet sich eine Orgel von Marcussen & Søn. Von den ursprünglich zahlreichen Grabsteinen ist der von Daniel Rantzau erhalten.

## Gemeinde
Zur Kirchengemeinde gehören 2700 Mitglieder aus 16 Dörfern in sechs Kommunalgemeinden. Neben der St.-Johannes-Kirche besitzt die Gemeinde die Martin-Luther-Kapelle in Hohenfelde, die 1962 im Rahmen eines Kapellenbauprogrammes errichtet wurde und 1983 einen freistehenden Glockenturm erhielt. Mit den Kirchengemeinden Lütjenburg, Blekendorf und Kirchnüchel hat sich die Kirchengemeinde zum Kirchspiel „Hohwachter Bucht“ zusammengeschlossen.